# انگشت‌عنکبوتی
انگشت‌عنکبوتی یا انگشتان عنکبوتی (به انگلیسی: Arachnodactyly)، وضعیتی است که در آن انگشتان دست و پا در مقایسه با کف دست و قوس پا به‌طور غیرطبیعی بلند و باریک باشند. در این وضعیت، همچنین، انگشت شست فرد گرایش دارد به سمت داخل به سمت کف دست کشیده شود. انگشتان عنکبوتی می‌تواند در بدو تولد وجود داشته باشد یا در مراحل بعدی زندگی ایجاد شود.